# 龍
용룡(龍龍)은 한자 부수의 하나로, 강희자전 부수의 212번째 부수이다. 용의 뜻을 담고 있으며 성으로도 사용된다. 보통 '룡'이나 '롱'을 나타내는 성부로서 쓰인다.
소전의 자형에 대해서는 설문해자에서 肉과 飛의 일부, 䇂(童의 생략형)을 성부로 하는 형성 문자라고 하나, 갑골 문자나 금문 등을 보면 肉 부분은 큰 입, 또는 긴 수염을 가진 머리이며, 飛 부분은 긴 뱀의 형태이다. 童의 생략형은 뿔 또는 단순한 장식이나, 鳳의 고자에서도 알 수 있듯이, 영물의 증거를 나타내는 것이기도 하다. '용 룡'자가 지역명에 쓰이는 경우는 용인시가 대표적이다.

## 龍부
龍부에 속해있는 한자는 용이나 용과 유사한 것과 관련되어 있지만 많지는 않다.
| 자획  | 글자   |
| ----- | ------ |
| 0     | 龜     |
| 2 획  | 王     |
| 3 획  | 龏龐春 |
| 4 획  | 事     |
| 5 획  | 小     |
| 6 획  | 龓龔所 |
| 16 획 | 流     |
| 9 획  | 爭     |

## 자형의 차이
龍의 자형은 지역에 따라 약간씩 차이를 보인다.

### 첫 번째 획
인쇄체(명조체)에 대해서 강희자전은 龍의 첫 번째 획(立 부분의 첫획)을 짧은 횡서로 쓴다. 중화민국과 홍콩에서는 이것을 따른다.
대한민국에서는 첫 번째 획을 丶나 짧은 丨으로 쓴다.

## 문헌
- Fazzioli, Edoardo (1987). 《Chinese calligraphy : from pictograph to ideogram : the history of 214 essential Chinese/Japanese characters》. calligraphy by Rebecca Hon Ko. New York: Abbeville Press. ISBN 0-89659-774-1.
- Leyi Li: “Tracing the Roots of Chinese Characters: 500 Cases”. Beijing 1993, ISBN 978-7-5619-0204-2